# Eucrossorhinus dasypogon
Eucrossorhinus dasypogon är en hajart som först beskrevs av Pieter Bleeker 1867.  Eucrossorhinus dasypogon ingår i släktet Eucrossorhinus och familjen Orectolobidae. IUCN kategoriserar arten globalt som nära hotad. Inga underarter finns listade i Catalogue of Life.